# Sofie Parelius

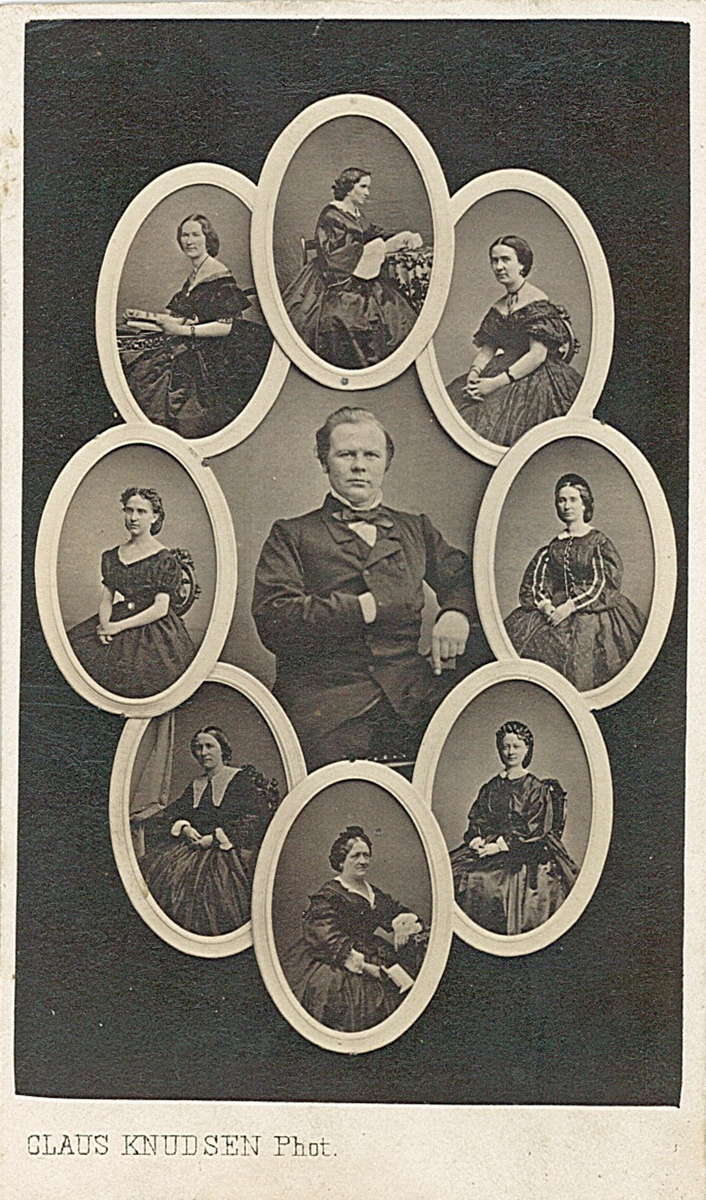
Johannes Brun i mitten med Louise Brun överst och, medsols, skådespelarkollegerna Lucie Wolf, Clara Ursin, Elisa Bidenkap, Signe Giebelhausen, Sofie Parelius, Amalie Døvle och Laura Gundersen.

Sofie Parelius, född 18 september 1823 i Bergen, död 1902 i Oslo, var en norsk skådespelare, aktiv 1852–1899. Hon var engagerad vid Christiania Norska Scene 1852–55, Christiania Theater 1855, Bergens nationale Scene 1855–60 och återigen Christiania Theater 1860-1899. Hon var också en del av den utbrytargrupp som 1870-72 uppträdde under Bjørnstjerne Bjørnson på Theatret i Møllergaden. Hon betraktades som sin tids främsta norska Holberguttolkare. 
Sofie Parelius var dotter till skipsfører Henrich Kjønning Parelius (1778?–1827) och jordmodern Sophie Dahm (1791–1877). Hon gifte sig aldrig. 
Hon beskrivs som en av sin tids mest uppmärksammade aktörer i Norge och en ledande aktör vid Christiania Theater under andra halvan av 1800-talet. Hon uppskattades för sin begåvning att kreera olika typer av roller (ovanligt i en tid när de flesta aktörer fortfarande specialiserade sig på ett specifikt rollfack), och ska ha haft en stor repertoir inom både klassiska skådespel såväl som modern komedi. Hon var dock främst känd inom komedin, där hennes spel ska ha utmärkts av en säker och behärskad komik. Hon beskrivs också som en av den norska scenens främsta tolkare av Holbergs pjäser, där hennes Magdelone-roller ska ha präglats av en traditionellt skicklig Holberg-stil. Bland hennes roller fanns Frk. Skjære i «Kjærlighedens Komedie», Malle i «Geografi og Kjærlighed», Aase i «Peer Gynt» och Frakark i «Sigurd Slembe». Hon avslutade sin verksamhet 1899. 